# 书院番
书院番（しょいんばん）是江户幕府担任警卫德川将军任务的直属部队。

## 概要
书院番设置于庆长10年。水野忠清，青山忠俊，松平定纲，内藤清次都担任过书院番头。起初为四组，后来扩编到六组。作为亲卫队常驻江户城的西丸。一组有番士50名，与力10骑，同心20名。书院番头是组的指挥官。书院番和大番一样是将军的旗本部队，基本没有差别，配属有足轻组和骑马队，但是同大番不同书院番的主要任务是保护将军的安全，因此不对敌人发起冲锋。书院番和小姓组合称为「两番」是将军的侧近，得到晋升的机会比其他部队多许多。书院番头的俸禄为数千石。